# Straight Shooter (Band)
Straight Shooter war eine im Jahr 1978 von dem Sänger der Düsseldorfer Band Streetmark Georg Buschmann gegründete Deutsche Rockband aus Krefeld. Der Name der Gruppe wurde einer Veröffentlichung von Bad Company entnommen.
Sie veröffentlichten in ihrer aktiven Zeit bis 1983 fünf Alben und einige EPs. Die ersten Werke stellten eine Mischung aus Hard Rock und in geringerem Maß Space Rock dar, das letzte Album orientierte sich musikalisch stark an der Neuen Deutschen Welle. Im Jahr 1992 erschien ein Best-Of-Album.

## Diskografie

### Alben
- 1978: Get Straight
- 1980: My Time – Your Time
- 1981: Flyin’ Straight
- 1982: Rough ’n Tough
- 1983: 5

### Kompilationen
- 1983: Movin’ Outside – Movin’ Inside
- 1992: The Best Of

### Singles
- 1980: My Time - Your Time
- 1980: Love in My Mind
- 1981: Straight Fighting Man
- 1982: Movin’ Outside – Movin’ Inside
- 1983: Distant Scream
- 1984: Deep in the Night / Blue Collar